# 盐城广播电视台
盐城广播电视台是一家总部设在江苏省盐城市的地级广播电视台，成立于2001年。电视频道和广播频率覆盖盐城九个县（市、区）及扬州、泰州、淮安、宝应等周边城市，覆盖范围达1.8万平方公里，覆盖人口超过1200万。

## 历史

### 盐城人民广播电台
盐城人民广播电台筹建于1969年7月，1970年5月1日正式播音，开播初期转播中央和江苏人民广播电台第一套节目。
1978年11月23日，该台取消盐城人民广播电台呼号，改为中波转播台，全部转播江苏人民广播电台第一套节目。1983年5月1日恢复建制。1987年2月15日，重新启用盐城人民广播电台呼号。

### 盐城电视台
1975年底，盐城人民广播电台设电视筹备组。1976年9月4日，盐城电视转播台兴建，1980年1月10日正式转播，用11频道1千瓦彩色发射机转播中央电视台第一套节目的部分内容。1983年1月1日，5频道开播，转播中央电视台第一套节目的部分内容，覆盖盐城市区；原11频道改转江苏电视台第一套节目的部分内容。
1984年7月17日，盐城电视台成立，同年8月1日开播。

### 盐城广播电视台
2001年，盐城人民广播电台、盐城电视台等单位合并组建盐城广播电视台。
2017年8月22日，盐城广播电视台驻沪新闻联络处正式成立。

## 电视频道及节目
一套
主要节目：
- 盐城新闻
- 盐城外语新闻（韩语播出）
- 城际快车
- 吃出健康来
- 大美盐城
- 医路导航
- 爱生活

二套
主要节目：
- 今日民声
- 盐城警方
- 盐城普法
- 消防快报
- 国之宝
- 建设新城乡
- 盐城金融
- 健康
- 生活汇
- 今日交通
- 家在盐城
- 情感树
- 聚焦政风

## 广播频率
- 新闻广播（FM91.5、AM1026）
- 交通广播（FM105.3、AM747）
- 经典调频（FM88.2、AM900，原黄海明珠广播）
- 音乐广播 （FM98.0）